# Saïd Boudour
Saïd Boudour, (en arabe : سعيد بودور), est un journaliste algérien,  membres de la Ligue algérienne pour la défense des droits de l'homme (LADDH) et participant au mouvement de l'Hirak. 

## Biographie
Diplômé en traduction Arabe-Français, Saïd Boudour est un journaliste algérien vivant à Oran et militant au sein de la Ligue algérienne pour la défense des droits de l'homme (LADDH). Après des formations en Europe, il travaille dans des domaines d’investigations. Il enquête en particulier sur les détentions et les déportations de migrants d'Afrique subsaharienne pour le compte de médias français et arabe. Il est marié et a un enfant,.
Saïd Boudour est le premier à évoquer dans la presse l'affaire des 701 kilos de cocaïne saisis en 2018 à Oran en tant que lanceur d'alerte. À la suite de cette divulgation, il est arrêté le 1er juin 2018 et relaché le 4 juin sur ordre du doyen des juges d’instruction de la cour de Sidi Mhamed. Toutefois, il est inculpé dans l'« affaire d'Oran » en 2021 .
Arrété en 2019 pour une publication sur Facebook, il est remis en liberté le 7 octobre par le juge d’instruction du tribunal d’Oran. Le 15 octobre, la chambre d’accusation annule cette décision et le place sous mandat dépôt. Saïd Boudour reste alors quinze mois dans la clandestinité puis se rend aux autorités algériennes le 1er mars 2021.
Entre temps, en 2020, il poursuivi en particulier pour « atteinte au moral de l'armée pour ses publications sur Facebook », Saïd Boudour est condamné à un de prison ferme. La condamnation concerne aussi le lanceur d'alerte Nourredine Tounsi.
En mars 2021, il passe une dizaine de jours en prison, puis libéré il reprend ses activités journalistiques. Alors qu'il filme une manifestation de l'Hirak, il est de nouveau arrêté en avril 2021 et placé sous contrôle judiciaire en attendant un procès,.
En février 2025, la Cour d’appel criminelle du Conseil judiciaire d’Alger acquitte Saïd Boudour, mais aussi Kaddour Chouicha et Jamila Loukil, des accusations liées au terrorisme.

## À voir